# Танасейчук, Андрей Борисович
Андрей Борисович Танасейчук (род. 17 сентября 1958, Курган) — российский литературовед и переводчик, кандидат филологических наук (1989), доктор культурологии (2009), профессор.

## Биография
Андрей Борисович Танасейчук родился 17 сентября 1958 года в городе Кургане Курганской области. Отец — доктор химических наук, профессор, мать — военный микробиолог. Украинец.
В 1975 году поступил и в 1980 году окончил факультет иностранных языков Мордовского государственного университета им. Н. П. Огарёва.
В 1980—1981 — стажер-исследователь филологического факультета Ленинградского ордена Ленина и ордена Трудового Красного Знамени государственного университета имени А. А. Жданова (Ленинград)
В 1981—1984 — аспирант очной формы обучения по кафедре истории зарубежных литератур Ленинградского университета.
С февраля 1985—1989 — ассистент кафедры иностранных языков Мордовского государственного университета им. Н. П. Огарева; 1989—1993 — старший преподаватель кафедры русской и зарубежной литературы МГУ им. Н. П. Огарева; 1993—2009 — доцент кафедры русской и зарубежной литературы; С 2009 года по настоящее время — профессор кафедры русской и зарубежной литературы.
Кандидат филологических наук (1989), диссертация «Традиции литературы США XIX века и творчество Э. Бирса» защищена в Ленинградском университете.
Доктор культурологии (2009), диссертация «Культурная самоидентификация американской цивилизации».
Сфера научных интересов: англо-американская литература второй половины XIX — начала XX вв.; «готическая» традиция в литературах США и Великобритании; литературное краеведение; история, теория и практика художественного перевода в России; динамика и особенности культурного развития США. Читает лекционные курсы по истории зарубежных литератур XIX—XX вв.
Член Союза переводчиков России.

## Творчество и научная деятельность
Переводил короткую прозу А. Бирса, Л. Хирна, Э. По, А. Кристи, М. Джеймса и др. Автор семи сборников переводов, около двухсот научных, научно-популярных и публицистических статей. Публиковался в журналах «Обсерватория культуры», «Восточная коллекция», «Библиотековедение» и др. В серии «Жизнь замечательных людей» (изд-во «Молодая гвардия») опубликовал книги: «Майн Рид: жил отважный капитан» (2012), «О. Генри. Две жизни Уильяма Сидни Портера» (2013), «Эдгар По: сумрачный гений» (2015), «Джек Лондон: одиночное плавание» (2017).

### Научные и биографические труды
- Рабочие программы и методические материалы курсов "История зарубежных литератур конца XIX — начала XX вв." и "История зарубежных литератур XX века (1918—1990 г.)" / авт-сост. А.Б. Танасейчук. — Саранск: Изд-во Мордов. ун-та, 2001. — 60 с.
- Танасейчук А.Б. Амброз Бирс. Ранние годы. — Саранск: тип. "Крас. Окт.", 2005. — 168 с. — ISBN 5-7493-0936-3.
- Танасейчук А.Б. Амброз Бирс. От полудня до заката. — Саранск, 2006. — 216 с. — ISBN 5-7493-1067-1.
- Танасейчук А.Б. Сочетание уникального. Формирование культурного этноса Соединенных Штатов Америки  и проблема североамерианского этноса. — Саранск: Изд-во Мордов. ун-та, 2007. — 144 с. — ISBN 978-5-7103-1680-1.
- Танасейчук А.Б. Американский регионализм и формирование культурного пространства Дальнего Запада США. — Саранск: Изд-во Мордов. ун-та, 2008. — 264 с. — ISBN 978-5-7103-1907-9.
- Танасейчук А.Б. Майн Рид: жил отважный капитан. — М.: Мол. гвардия, 2012. — 387 с. — (Жизнь замечательных людей). — ISBN 978-5-235-03338-2.
- Танасейчук А.Б. О. Генри. Две жизни Уильяма Сидни Портера. — М.: Мол. гвардия, 2013. — 270 с. — (Жизнь замечательных людей). — ISBN 978-5-235-03591-1.
- Танасейчук А.Б. Эдгар По: сумрачный гений. — М.: Мол. гвардия, 2015. — 434 с. — (Жизнь замечательных людей). — ISBN 978-5-235-03764-9.
- Танасейчук А.Б. Джек Лондон: одиночное плавание. — М.: Мол. гвардия, 2017. — 330 с. — (Жизнь замечательных людей). — 3000 экз. — ISBN 978-5-235-03976-6.
- Танасейчук А.Б. Майн Рид: жил отважный капитан. — М.: Мол. гвардия, 2019. — 390 с. — 500 экз. — ISBN 978-5-235-04271-1.
- Танасейчук А.Б. Готическая традиция в литературно-художественном сознании Запада. Учебное пособие. — Саранск: Изд-во Мордов. ун-та, 2023. — 108 с. — 130 экз. — ISBN 978-5-7103-4538-2.

### Переводы
- Окна напротив: сб. остросюжет. прозы / Пер. с англ., фр., нем. яз.; сост. А.Н. Злобин, А. Б. Танасейчук. — Саранск: Тип. «Крас. Окт.», 2002. — 192 с. — ISBN 5-7493-0471-X.
- Несчастный случай: комментированная антология "страшного" рассказа / Сост. и пер. с англ. А. Б. Танасейчука. — Саранск: тип. "Крас. Окт.", 2004. — 140 с. — ISBN 5-7493-0685-2.
- Бирс Амброз. Психологическое кораблекрушение / Пер. с англ. А. Б. Танасейчука. — Саранск: тип. "Крас. Окт.", 2003. — 120 с. — ISBN 5-7493-0556-2.
- Бирс Амброз. «Словарь Сатаны» и другие рассказы / Пер. с англ. А. Б. Танасейчука, под ред. М. А. Танасейчук. — Саранск, 2005. — 128 с. — ISBN 5-7493-0847-2.
- Бирс Амброз. Монах и дочь палача / Сост. и пер. с англ. А. Б. Танасейчука. — Саранск, 2011. — 272 с. — ISBN 978-5-7493-1576-9.
- Хирн Лафкадио. Волшебные истории о таинственном и ужасном. Материалы к творческой биографии писателя / Сост. и пер. с англ. А. Б. Танасейчука. — Саранск, 2014. — 140 с. — 300 экз.

## Награды и звания, премии
- Лауреат литературной премии имени А. Беляева «Двойная звезда», учрежденной Беляевским фондом поддержки и развития литературы и Петербургской книжной ярмаркой (номинация «Биографический жанр»), Санкт-Петербург, 24 сентября 2016 года, за книгу «Эдгар По: сумрачный гений»[4].
- Почетная грамота Госсобрания Республики Мордовия, 2018 год
- Почетные грамоты Министерства культуры Республики Мордовия: 2013 год, 2016 год
- Почетная Грамота «За многолетний и добросовестный труд и в связи с 80-летием университета»", МГУ им. Огарева, 2011 год
- «Профессор года — 2011», МГУ им. Н. П. Огарева, 2011 год

## Семья
Отец Борис Сергеевич Танасейчук (род. 31.08.1935, ст. Томичи Амурской области) — доктор химических наук, профессор. Работает в Мордовском государственном университете имени Н. П. Огарёва. Мать — военный микробиолог.
Андрей Танасейчук женат, воспитал сына и дочь.